# أنزور كافازاشفلي
أنزور كافازاشفلي، من مواليد 19 يوليو 1940، لاعب كرة قدم سوفييتي سابق، ومدرب كرة قدم سوفييتي سابق.
لعب مع منتخب الاتحاد السوفييتي لكرة القدم.

## وصلات خارجية
- أنزور كافازاشفلي على موقع قاعدة بيانات كرة القدم.إي يو (الإنجليزية)
- أنزور كافازاشفلي على موقع ناشيونال فوتبول تيمز (الإنجليزية)